# Liu He
Liu He (刘 鹤S, Liú HèP; Pechino, 25 gennaio 1952) è un politico ed economista cinese.

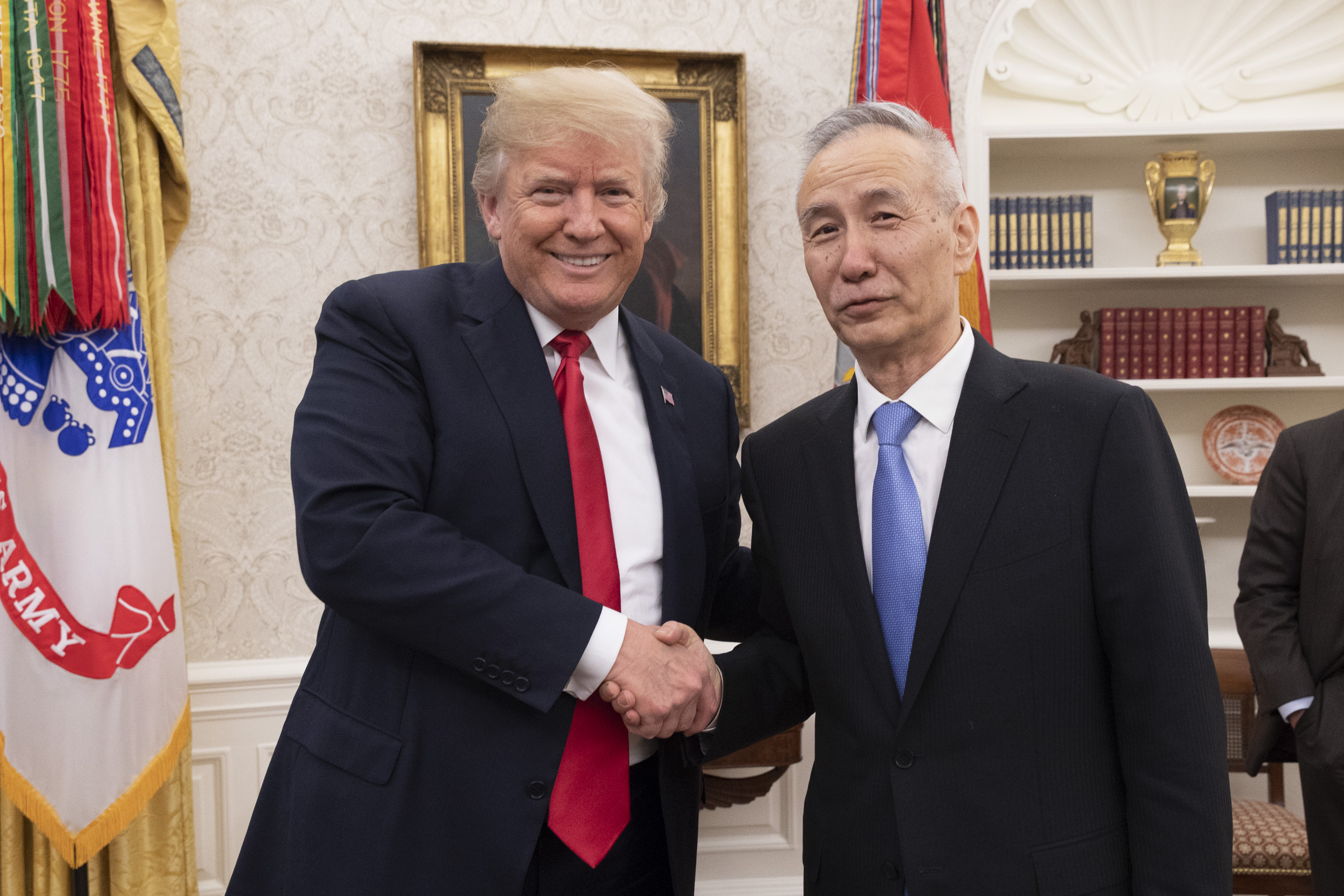
Liu He insieme al presidente statunitense Donald Trump nel 2018

È membro del ufficio politico del Partito Comunista Cinese, vice-primo ministro del Consiglio di Stato della Repubblica Popolare Cinese e il direttore della Commissione centrale degli affari economici e finanziari del Partito Comunista Cinese, sotto la guidata dal segretario generale del partito Xi Jinping. È stato nominato vice-premier il 19 marzo 2018 ed è a capo della Commissione per la stabilità e lo sviluppo finanziario.